# Ipiales
Ipiales – miasto w Kolumbii, w departamencie Nariño.